# Кабулов Георгій Муратович
Георгій Муратович Кабулов (рос. Георгий Муратович Кабулов; нар. 23 листопада 1989, Цхінвалі, Грузія) — російський футболіст, захисник.

## Клубна кар'єра
Футболом розпочав займатися в аматорських клубах «Аланія-Д» (Владикавказ) та ЛФК «Динамо». Напередодні старту сезону 2008 року приєднався до представника четвертого дивізіону чемпіонату Росії «Казанка», якому допоміг вийти до третього дивізіону. З 2014 по 2016 рік виступав в чемпіонаті окупованого Криму за сімферопольську «Таврію» та керчинський «Океан». У 2022 році перейшов до представника третього дивізіону чемпіонату Росії «Динамо» (Ставрополь).

## Кар'єра в збірній
У футболці збірної Південної Осетії учасник Кубку Європи КОНІФА 2019, на якому допоміг своїй збірній виграти турнір.